# Euryglossina flavolateralis
Euryglossina flavolateralis är en biart som beskrevs av Michener 1965. Euryglossina flavolateralis ingår i släktet Euryglossina och familjen korttungebin. Inga underarter finns listade i Catalogue of Life.

## Bildgalleri

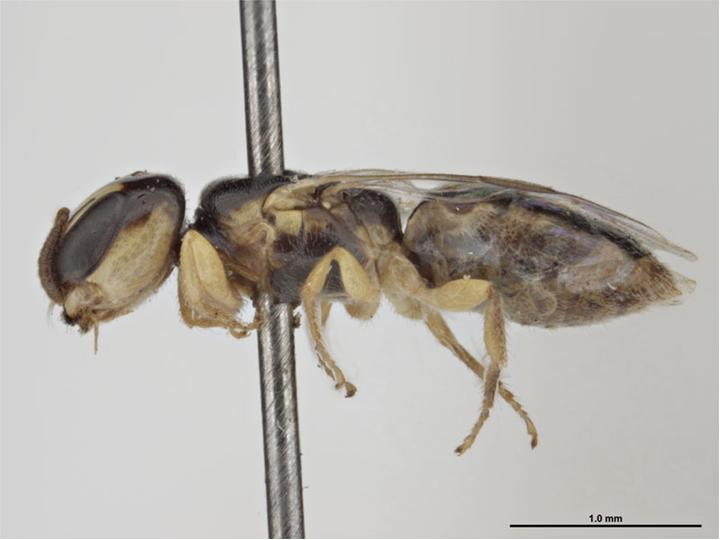
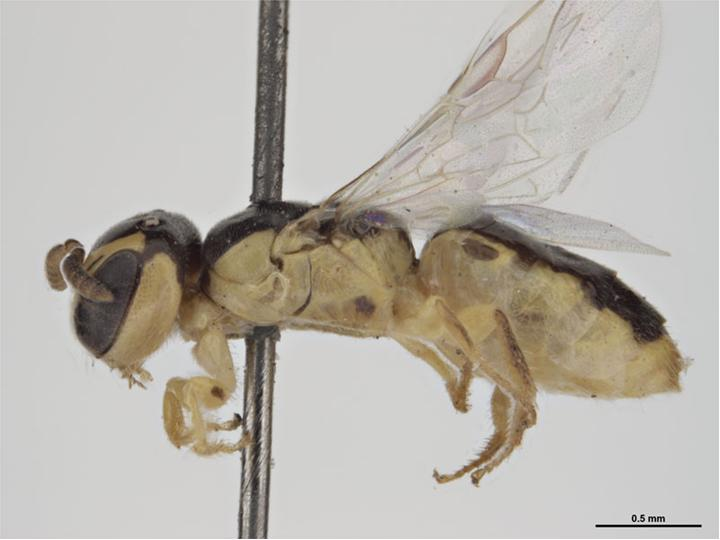